# Zeugophora neomexicana
Zeugophora neomexicana is een keversoort uit de familie halstandhaantjes (Megalopodidae). De wetenschappelijke naam van de soort werd in 1919 gepubliceerd door Schaeffer.